# Canon TS-E 24mm
Il Canon EF TS-E 24mm f/3.5L è un obiettivo fisso tilt-shift grandangolare prodotto da Canon.
L'obiettivo monta un EF che lo rende compatibile con la serie di fotocamere EOS.
Il TS-E 24mm f3.5L è provvisto dei tre gradi di libertà, permettendo all'utente di decentrare (shift), basculare (tilt) o ruotare l'obiettivo. Decentrando l'ottica si ottiene una correzione della prospettiva nell'immagine facendo in modo che le linee verticali diventino parallele. Questo è particolarmente utile nella fotografia d'architettura. Basculando invece è possibile traslare il piano focale, ottenendo una selettiva profondità di campo.
Canon ha annunciato la seconda versione di quest'ottica il 18 febbraio 2009. Oltre ai vari miglioramenti ottici apportati, il TS-E 24mm f/3.5L II presenta una nuova costruzione completamente riprogettata: questo rende completamente libero il decentramento e il basculaggio, cosa non possibile nella versione precedente dove per far ruotare i due movimenti indipendentemente l'uno dall'altro era necessario smontare e rimontare l'obiettivo.